# Hydroides alatalateralis
Hydroides alatalateralis är en ringmaskart som först beskrevs av Jones 1962.  Hydroides alatalateralis ingår i släktet Hydroides och familjen Serpulidae. Inga underarter finns listade i Catalogue of Life.